# Agalliopsis fissa
Agalliopsis fissa är en insektsart som beskrevs av Nielson och Carolina Godoy 1995. Agalliopsis fissa ingår i släktet Agalliopsis och familjen dvärgstritar. Inga underarter finns listade i Catalogue of Life.